# Swetly (Sacha)
Swetly  (russisch Све́тлый, jakutisch Сибиэтлэй) ist eine Siedlung städtischen Typs in der Republik Sacha (Jakutien) mit 3137 Einwohnern (Stand 14. Oktober 2010).

## Geographie
Die Siedlung liegt am südlichen Rand des zum Mittelsibirischen Bergland gehörenden Wiljuiplateaus, etwa 850 Kilometer Luftlinie westlich der Republikhauptstadt Jakutsk, unweit des rechten Ufers des Lena-Nebenflusses Wiljui. Wenig unterhalb des Ortes mündet von rechts der Nebenfluss Otschtschugui-Botuobuja ein.
Swetly  gehört zum Rajon Mirny, von dessen Verwaltungszentrum Mirny es gut 60 Kilometer in nordwestlicher Richtung entfernt ist.

## Geschichte
Die Siedlung entstand Ende der 1970er-Jahre im Zusammenhang mit der Errichtung eines weiteren Staudamms und Wasserkraftwerkes am Wiljui unterhalb des großen Wiljui-Stausees. 1984 wurde der Status einer Siedlung städtischen Typs verliehen. Der Ortsname steht im Russischen für hell; die jakutische Bezeichnung Sibietlej ist eine der jakutischen Phonologie angepasste Form des russischen Wortes.
Das Kraftwerk wurde nach langer Bauverzögerung durch die Wirtschaftskrise in der Periode des Zerfalls der Sowjetunion Ende der 1980er- sowie in den 1990er-Jahren erst zwischen 2004 und 2008 mit bisher drei der geplanten vier Turbinen in Betrieb genommen.

### Bevölkerungsentwicklung
| Jahr | Einwohner |
| ---- | --------- |
| 1989 | 4550      |
| 2002 | 3546      |
| 2010 | 3137      |

Anmerkung: Volkszählungsdaten

## Wirtschaft und Infrastruktur
Ortsbildendes Unternehmen ist das Wasserkraftwerk Wiljui-3 (Wiljuiskaja GES-3) mit einer Leistung von 270 Megawatt (als Wasserkraftwerke Wiljui-1 und Wiljui-2 gelten die beiden Ausbaustufen des Kraftwerkes am Wiljui-Stausee bei Tschernyschewski). Das in der Bauphase auch als Swetly-Wasserkraftwerk (Swetlinskaja GES) bezeichnete Wasserkraftwerk wird von einer Tochtergesellschaft des staatlich kontrollierten Diamanten-Bergbauunternehmens Alrosa betrieben. Daneben gibt einen Baustoffbetrieb. Viele Bewohner der Siedlung sind auch wochenweise „auf Montage“ in den teils weit entfernten Diamantenminen der Region oder bei Bauprojekten im Westteil der Republik Sacha beschäftigt.
Zur Siedlung führt eine 33 Kilometer lange Stichstraße, die von der Straße Anabar zwischen Mirny und Tschernyschewski abzweigt. Über Swetly kann das flussabwärts am Wiljui (25 km nordöstlich) gelegene ewenkische Dorf Sjuldjukar im Sommer per Schiff, im Winter über eine Eisstraße erreicht werden.